# إدي هوانغ
إدي هوانغ (بالإنجليزية: Eddie Huang) هو محامي وصاحب مطعم أمريكي، ولد في 1 مارس 1982 في واشنطن العاصمة في الولايات المتحدة.

## وصلات خارجية
- إدي هوانغ على موقع IMDb (الإنجليزية)
- إدي هوانغ على موقع قاعدة بيانات الفيلم (الإنجليزية)